# 服装业

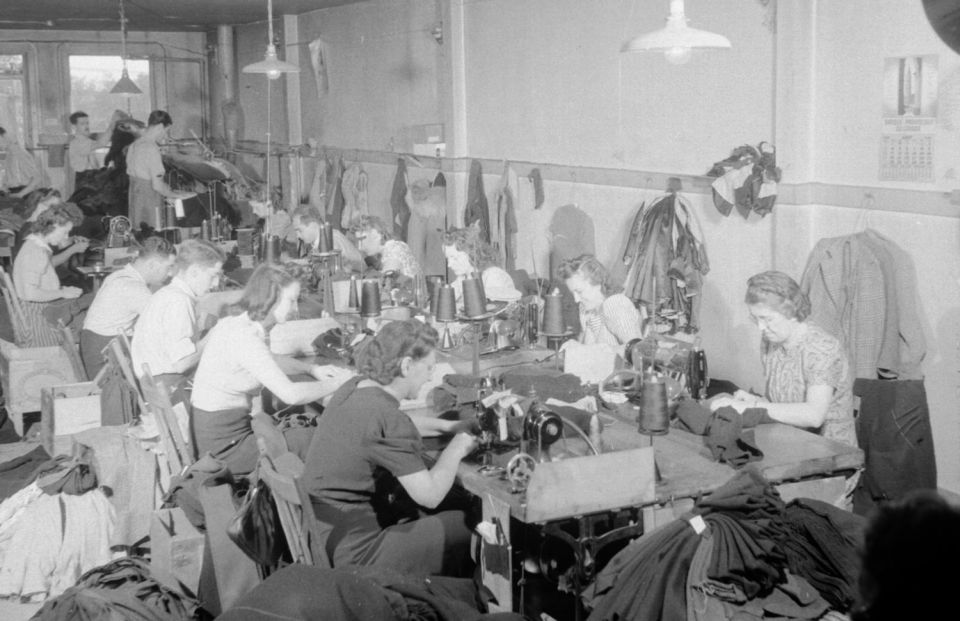
1941年，早期女性服飾工廠產線。

服装业概括了服装和成衣生产及價值鏈上的贸易和产业类型，包括纺织业（棉花、羊毛、毛皮和合成纖維生产商）、刺绣装饰、时装业、服装零售商、二手服装和纺织品回收贸易等。
截至2019年，中華人民共和國是全球最大的服装生产国、出口国。